# Брокка, Лино
 Каталино Ортис Брокка (англ. Catalino Ortiz Brocka, 1939—1991) — филиппинский кинорежиссёр. Будучи открытым геем, во многих своих фильмах затрагивал ЛГБТ-темы.

## Биография
Родился в Пиларе, провинция Сорсогон. Прервав учёбу, готовился стать мормонским миссионером.
В 1970 году снял свой первый фильм «Разыскивается: идеальная мать», который был удостоен премии за лучший сценарий на Манильском кинофестивале 1970 года. В 1971 году Брокка был также удостоен приза за лучшую режиссуру Гражданского Совета по СМИ за фильм «Сантьяго!».
В 1974 году Брокка снял фильм «Weighed But Found Wanting» (таг. Tinimbang Ka Ngunit Kulang) о жизни подростка в маленьком городке, которому приходится сталкиваться с несправедливостью в окружающей его действительности. Этот фильм стал кассовым хитом и получил приз Филиппинской академии кинематографических науки и искусств (FAMAS).
В 1975 году Л. Брокка снял фильм «Когти света» (таг. Maynila: Sa Mga Kuko ng Liwanag) — аллегорическую историю юноши из провинции, который приезжает в Манилу, чтобы найти девушку, которую он любил. Большой вклад в успех фильма внесла мастерская операторская работа Майка де Леона. В 1976 году фильм был удостоен наград FAMAS за лучший фильм, лучшую режиссуру, лучшего актёра и лучшего актёра второго плана. Фильм получил многочисленные одобрения в прессе, некоторые кинокритики, в частности, британский кинокритик Дерек Малькольм, оценили его как лучший фильм в истории филиппинского кинематографа.
Фильм Л. Брокка 1978 года Insiang стал первой филиппинской картиной, принявшей участие в Каннском кинофестивале. Фильм рассказывает историю девушки по имени Инсян (Insiang), живущей в трущобах Манилы, которая мстит изнасиловавшему её любовнику своей матери. Считается одним из лучших фильмов Л. Брокка.
На Каннский кинофестивале 1980 года Л. Брокка представил фильм Ягуар (1979 год), на Каннский фестиваль 1981 года — фильм «Bona».
В 1983 году Л. Брокка создал на Филиппинах организацию «Объединённые деятели искусств», которую возглавлял в течение двух лет. Идейный посыл Л. Брокка при создании этой организации заключался в том, что деятели искусств прежде всего являются гражданами и должны решать вопросы, стоящие перед страной. После убийства в 1983 году видного оппозиционного деятеля Бенигно Акино-младшего «Объединённые деятели искусств» стали принимать активное участие в антиправительственных митингах.
В 1984 году очередной фильм Л. Брокка «Это моя страна» (таг. Bayan ko: Kapit sa patalim) был признан подрывным, направленным против правительства Фердинанда Маркоса, и вышел на экраны страны в сильно урезанном виде, но в том же году был включён в программу Каннского кинофестиваля. В 1986 году он получил четыре национальных награды Gawad Urian Awards, в том числе как лучший фильм.
Л. Брокка снял в общей сложности более сорока фильмов. В 1986 году он был включён президентом Корасон Акино в состав Конституционной комиссии, которая разрабатывала проект новой конституции страны. Из-за разногласий с другими членами комиссии Брокка ушёл в отставку.
В 1987 году Кристиан Блеквуд снял документальный фильм о Л. Брокка «Signed: Lino Brocka», который в 1988 году был удостоен приза Peace Film Award на 38-м Берлинском международном кинофестивале.
21 мая 1991 года Л. Брокка погиб в автомобильной катастрофе в Кесон-Сити.
В 1997 году он был посмертно удостоен звания выдающегося деятеля искусств в области кинематографии.